# Annemiek van Vleutenová
Annemiek van Vleuten (* 8. října 1982) je nizozemská profesionální silniční a dráhová cyklistka jezdící za UCI Women's WorldTeam Movistar Team.
V roce 2011 vyhrála UCI Women's Road World Cup a v roce 2018 vyhrála UCI Women's WorldTour. Je vítězkou časovky na Mistrovství světa v silniční cyklistice v letech 2017 a 2018 a silničního závodu v roce 2019. V roce 2018 vyhrála celkové pořadí a bodovací soutěž na Giru Rosa, což je závod považovaný za nejprestižnější závod ženské cyklistiky. O pouhé 2 dny později vyhrála pátou edici závodu La Course by Le Tour de France, čímž obhájila svůj titul z ročníku 2017.

## Život před kariérou
Před začátkem cyklistické kariéry studovala van Vleutenová na Univerzitě ve Wageningenu a školu dokončila s magisterským titulem z epidemiologie v roce 2007. S cyklistikou začala poté, co ji zranění kolene donutilo skončit s fotbalem.

## Kariéra

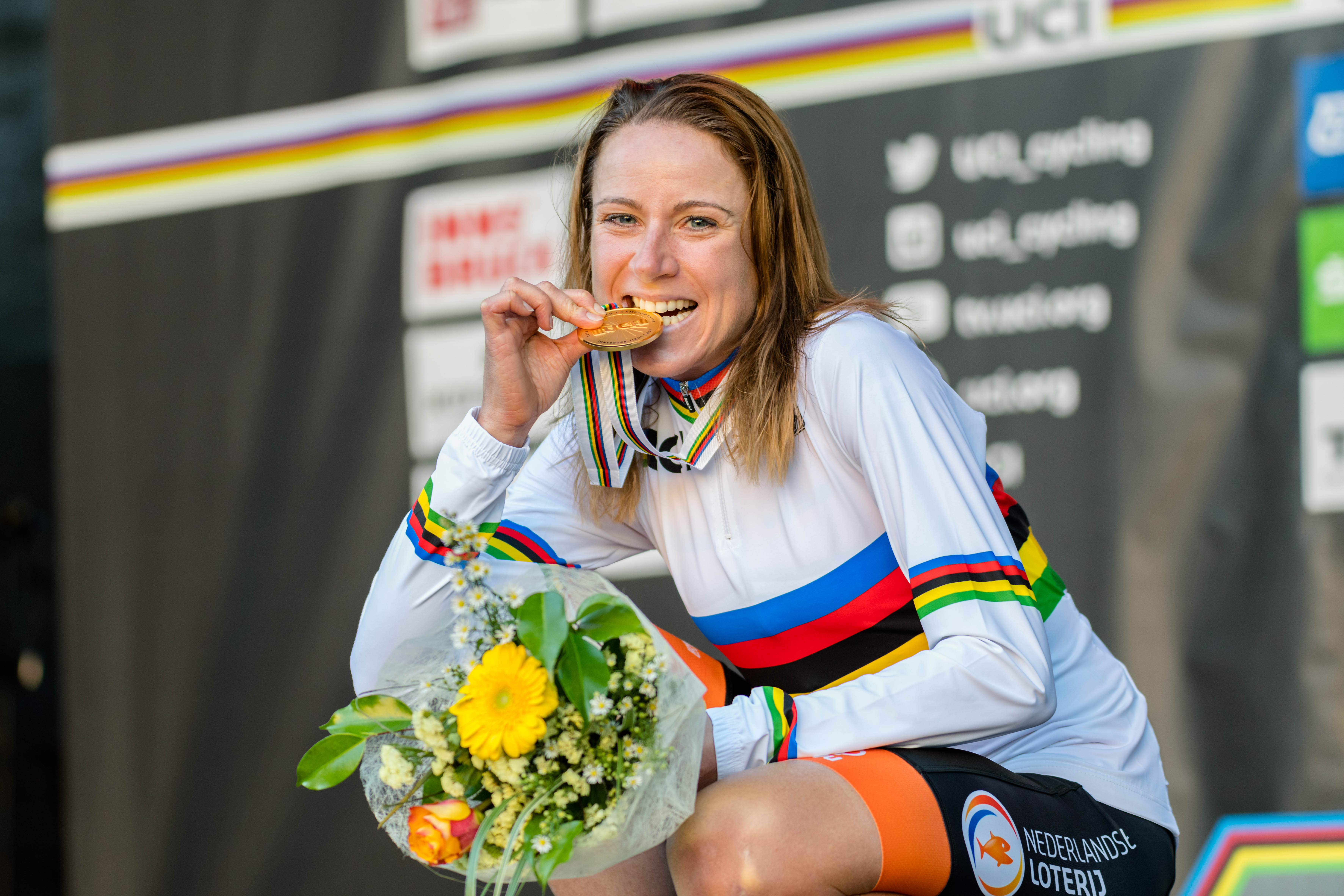
Van Vleutenová jako světová šampionka v časovce v roce 2018.

Společně s Ellen van Dijkovou, Marianne Vosovou a Loes Gunnewijkovou van Vleutenová reprezentovala Nizozemsko v silničním závodě na letních olympijských hrách 2012, který vyhrála Marianne Vosová. Také reprezentovala Nizozemsko na Evropských hrách 2015 v časovce, v níž skončila na třetím místě.
7. srpna 2016 měla van Vleutenová nehodu během silničního závodu na letních olympijských hrách 2016 při sjezdu z Vista Chinesa poté, co špatně zabrzdila v zatáčce, 12 km před cílem. Kvůli nehodě musela být hospitalizována v nemocnici se třemi zlomeninami bederní páteře a s těžkým otřesem mozku. Ačkoliv musela ze závodu kvůli četným zraněním odstoupit, její týmová kolegyně Anna van der Breggen získala zlatou medaili pro Nizozemsko. I přes zranění se van Vleutenová znovu posadila na kolo ani ne 10 dní po incidentu a do závodění se vrátila zpátky celkovým vítězstvím na Lotto Belisol Belgium Tour 2016.
V roce 2017 se van Vleutenová stala světovou šampionkou v časovce a o rok později tento titul obhájila.
Rok 2018 byl pro van Vleutenovou velmi úspěšný. Van Vleutenová vyhrála Giro Rosa, La Course by Le Tour de France a celkově UCI Women's WorldTour. Sezónu 2018 zakončila s 13 vítězstvími.
V roce 2019 se stala mistryní světa v silničním závodě v Harrogate po 100 km sólo úniku, během něhož ji nikdo ze závodnic nedohnal.

## Úspěchy

### Hlavní úspěchy
2008
Univerzitní mistrovství světa v silniční cyklistice
 2. místo časovka
 3. místo silniční závod
2009
vítězka Ronde van Rijssen
vítězka Klever Radrennen
2010
La Route de France
 celková vítězka
vítězka 3. etapy
vítězka Novilon Eurocup Ronde van Drenthe
vítězka Ronde Van Barendrecht
Gracia–Orlová
2. místo celkově
vítězka 2. etapy
Emakumeen Bira
2. místo celkově
vítězka 4. etapy
2011
 vítězka UCI Women's Road World Cup
vítězka Kolem Flander
vítězka GP de Plouay
vítězka Open de Suède Vargarda
2. místo Kolem ostrova Čchung-ming
3. místo 7-Dorpenomloop Aalburg
3. místo Trophée d'Or Féminin
2012
Národní šampionát
 vítězka silničního závodu
2. místo časovka
vítězka GP Stad Roeselare
vítězka 7-Dorpenomloop Aalburg
Giro della Toscana
vítězka prologu
Festival Elsy Jacobs
2. místo celkově
vítězka prologu a 4. etapy
Emakumeen Bira
3. místo celkově
vítězka 4. etapy
2013
vítězka Ronde van Geldrop
vítězka Ronde van Rijssen
vítězka Omloop der Kempen
Festival Elsy Jacobs
vítězka prologu
Thüringen Rundfahrt der Frauen
vítězka 3. etapy
Mistrovství světa
 2. místo týmová časovka
Holland Ladies Tour
2. místo celkově
Národní šampionát
3. místo silniční závod
3. místo časovka
2014
Národní šampionát
 vítězka časovky
Lotto Belisol Belgičan Tour
 celková vítězka
vítězka 1. a 2. etapy
Giro Rosa
vítězka prologu a 3. etapy
5. místo Ronde van Drenthe
5. místo Kolem Flander
6. místo Omloop van het Hageland
9. místo Omloop Het Nieuwsblad
2015
Emakumeen Euskal Bira
vítězka prologu
Giro Rosa
vítězka prologu
Giro della Toscana Int. Femminile – Memorial Michela Fanini
vítězka prologu
2. místo Grand Prix Elsy Jacobs
2. místo Valonský šíp
Evropské hry 2015
 3. místo v časovce
3. místo Festival Elsy Jacobs
3. místo Acht van Westerveld
2016
Národní šampionát
 vítězka časovky
Lotto Belisol Belgium Tour
 celková vítězka
vítězka prologu a 3. etapy
Festival Elsy Jacobs
vítězka prologu
Auensteiner–Radsporttage
3. místo celkově
vítězka etapy 2a (časovka)
2. místo Energiewacht Tour
2. místo Boels Rental Hills Classic
2017
Mistrovství světa v silniční cyklistice
 vítězka časovky
Národní šampionát
 vítězka časovky
Holland Lasica Tour
 celková vítězka
vítězka prologu a 3. etapy
vítězka Cadel Evans Great Ocean Road Race
vítězka Durango-Durango Emakumeen Saria
vítězka La Course by Le Tour de France
Emakumeen Euskal Bira
2. místo celkově
vítězka 4. etapy
Světový pohár v dráhové cyklistice 2017/2018
 2. místo Pruszków
Giro Rosa
3. místo celkově
 vítězka bodovací soutěže
 vítězka vrchařské soutěže
vítězka 2. a 5. etapy (časovka)
3. místo Omloop Het Nieuwsblad
3. místo Amstel Gold Race
2018
Mistrovství světa v silniční cyklistice
 vítězka časovky
 celková vítězka UCI Women's World Tour
Giro Rosa
 celková vítězka
 vítězka bodovací soutěže
vítězka 7. (časovka), 9. a 10. etapy
Holland Ladies Tour
 celková vítězka
 vítězka bodovací soutěže
vítězka prologu, 1. a 5. etapy
vítězka La Course by Le Tour de France
vítězka Veenendaal Veenendaal Classic
Emakumeen Euskal Bira
2. místo celkově
vítězka 2. etapy (časovka)
Herald Sun Tour
2. místo celkově
vítězka 2. etapy (časovka)
Mistrovství světa v dráhové cyklistice
 2. místo individuální stíhačka
2. místo Ladies Tour of Norway - TTT
2. místo Durango-Durango Emakumeen Saria
3. místo Kolem Flander
3. místo Liège–Bastogne–Liège
2019
Mistrovství světa v silniční cyklistice
 vítězka silničního závodu
 3. místo časovka
Národní šampionát
 vítězka časovky
Giro Rosa
 celková vítězka
 vítězka bodovací soutěže
 vítězka vrchařské soutěže
vítězka 5. a 6. etapy (časovka)
vítězka Strade Bianche Donne
vítězka Liège–Bastogne–Liège
Boels Ladies Tour
vítězka prologu
2. místo Kolem Flander
2. místo Amstel Gold Race
2. místo Valonský šíp
2020
Mistrovství Evropy v silniční cyklistice
 vítězka silničního závodu
vítězka Omloop Het Nieuwsblad
vítězka Emakumeen Nafarroako Klasikoa
vítězka Clasica Femenina Navarra
vítězka Durango-Durango Emakumeen Saria
vítězka Strade Bianche Donne
Giro Rosa
vítězka 2. etapy
Mistrovství světa v silniční cyklistice
 2. místo silniční závod
Národní šampionát
2. místo silniční závod
2021
2021
Setmana Ciclista Valenciana
 celková vítězka
vítězka 1. etapy
vítězka Dwars door Vlaanderen
vítězka Kolem Flander
vítězka Emakumeen Nafarroako Klasikoa
Olympijské hry
 2. místo silniční závod
Vuelta a Burgos Feminas
2. místo celkově
2. místo Lutych–Bastogne–Lutych
2. místo Gran Premio Ciudad de Eibar
2. místo Durango-Durango Emakumeen Saria
3. místo Amstel Gold Race
3. místo Clasica Femenina Navarra
Národní šampionát
4. místo časovka
4. místo Strade Bianche Donne
4. místo Valonský šíp

#### Výsledky na etapových závodech
| Výsledky na Grand Tours                       |              |              |              |              |              |              |              |              |              |              |              |              |              |              |              |
| Grand Tour                                    | 2007         | 2008         | 2009         | 2010         | 2011         | 2012         | 2013         | 2014         | 2015         | 2016         | 2017         | 2018         | 2019         | 2020         | 2021         |
| Giro Rosa                                     | —            | —            | —            | 27           | 75           | DNF          | DNF          | 8            | 35           | —            | 3            | 1            | 1            | DNF          | —            |
| Výsledky na etapových závodech                |              |              |              |              |              |              |              |              |              |              |              |              |              |              |              |
| Etapový závod                                 | 2007         | 2008         | 2009         | 2010         | 2011         | 2012         | 2013         | 2014         | 2015         | 2016         | 2017         | 2018         | 2019         | 2020         | 2021         |
| Grand Prix Elsy Jacobs                        | —            | —            | —            | —            | —            | 2            | 22           | —            | 2            | 9            | —            | —            | —            | NS           |              |
| Tour of California                            | Neexistovalo | Neexistovalo | Neexistovalo | Neexistovalo | Neexistovalo | Neexistovalo | Neexistovalo | Neexistovalo | —            | —            | —            | —            | —            | NS           |              |
| Emakumeen Euskal Bira                         | —            | —            | 31           | 2            | DNF          | 3            | 33           | 12           | 7            | —            | 2            | 2            | 6            | NS           |              |
| Giro del Trentino Alto Adige-Südtirol         | —            | —            | —            | —            | —            | —            | —            | —            | —            | —            | —            | —            | —            | NS           |              |
| The Women's Tour                              | Neexistovalo | Neexistovalo | Neexistovalo | Neexistovalo | Neexistovalo | Neexistovalo | Neexistovalo | 15           | —            | —            | —            | —            | —            | NS           |              |
| Internationale Thüringen Rundfahrt der Frauen | —            | —            | —            | —            | —            | —            | —            | 11           | —            | 4            | —            | —            | —            | NS           |              |
| La Route de France                            | —            | —            | —            | 1            | NS           | —            | —            | —            | —            | —            | Neexistovalo | Neexistovalo | Neexistovalo | Neexistovalo | Neexistovalo |
| Tour de l'Aude Cycliste Féminin               | —            | —            | —            | 5            | Neexistovalo | Neexistovalo | Neexistovalo | Neexistovalo | Neexistovalo | Neexistovalo | Neexistovalo | Neexistovalo | Neexistovalo | Neexistovalo |              |
| Ladies Tour of Norway                         | Neexistovalo | Neexistovalo | Neexistovalo | Neexistovalo | Neexistovalo | Neexistovalo | Neexistovalo | 9            | —            | —            | —            | 19           | —            | NS           |              |
| Boels Rental Ladies Tour                      | —            | 14           | 10           | 7            | 9            | 12           | 2            | —            | 10           | —            | 1            | 1            | 6            | NS           |              |
| Lotto Belisol Belgium Tour                    | Neexistovalo | Neexistovalo | Neexistovalo | Neexistovalo | Neexistovalo | Neexistovalo | —            | 1            | —            | 1            | —            | —            | —            | NS           |              |
| Giro della Toscana Int. Femminile             | —            | —            | 36           | 7            | —            | 6            | DNF          | —            | 3            | —            | —            | —            | —            | NS           |              |

#### Jednodenní závody
| Výsledky na šampionátech                 |                |              |              |              |              |              |              |              |              |              |      |      |      |      |      |      |
| Akce                                     | Akce           | 2006         | 2007         | 2008         | 2009         | 2010         | 2011         | 2012         | 2013         | 2014         | 2015 | 2016 | 2017 | 2018 | 2019 | 2020 |
| Mistrovství světa v silniční cyklistice  | Časovka        | —            | —            | —            | —            | —            | —            | —            | —            | —            | —    | 5    | 1    | 1    | 3    | —    |
| Mistrovství světa v silniční cyklistice  | Silniční závod | —            | —            | —            | —            | 25           | 24           | 11           | 15           | —            | —    | 52   | 4    | 7    | 1    | 2    |
| Mistrovství Evropy v silniční cyklistice | Časovka        | Neexistovalo | Neexistovalo | Neexistovalo | Neexistovalo | Neexistovalo | Neexistovalo | Neexistovalo | Neexistovalo | Neexistovalo | —    | —    | —    | —    | —    | —    |
| Mistrovství Evropy v silniční cyklistice | Silniční závod | Neexistovalo | Neexistovalo | Neexistovalo | Neexistovalo | Neexistovalo | Neexistovalo | Neexistovalo | Neexistovalo | Neexistovalo | —    | —    | —    | —    | —    | 1    |

| Výsledky na monumentech |              |              |              |              |              |              |              |              |              |              |              |              |              |              |      |      |
| Monument                | 2006         | 2007         | 2008         | 2009         | 2010         | 2011         | 2012         | 2013         | 2014         | 2015         | 2016         | 2017         | 2018         | 2019         | 2020 | 2021 |
| Kolem Flander           | —            | —            | 89           | 30           | 10           | 1            | —            | 5            | 5            | 4            | 7            | 4            | 3            | 2            | 15   | 1    |
| Liège–Bastogne–Liège    | Neexistovalo | Neexistovalo | Neexistovalo | Neexistovalo | Neexistovalo | Neexistovalo | Neexistovalo | Neexistovalo | Neexistovalo | Neexistovalo | Neexistovalo | 5            | 3            | 1            | 29   | 2    |
| Paříž–Roubaix           | Neexistovalo | Neexistovalo | Neexistovalo | Neexistovalo | Neexistovalo | Neexistovalo | Neexistovalo | Neexistovalo | Neexistovalo | Neexistovalo | Neexistovalo | Neexistovalo | Neexistovalo | Neexistovalo | NS   |      |
| Výsledky na klasikách   |              |              |              |              |              |              |              |              |              |              |              |              |              |              |      |      |
| Klasika                 | 2006         | 2007         | 2008         | 2009         | 2010         | 2011         | 2012         | 2013         | 2014         | 2015         | 2016         | 2017         | 2018         | 2019         | 2020 | 2021 |
| Omloop Het Nieuwsblad   | —            | —            | 47           | 24           | —            | 6            | —            | 4            | 9            | 18           | 12           | 3            | 36           | 4            | 1    | 21   |
| Strade Bianche Donne    | Neexistovalo | Neexistovalo | Neexistovalo | Neexistovalo | Neexistovalo | Neexistovalo | Neexistovalo | Neexistovalo | Neexistovalo | 9            | 7            | 5            | —            | 1            | 1    | 4    |
| Ronde van Drenthe       | —            | —            | —            | 38           | 2            | 6            | —            | 13           | 5            | 13           | 9            | 5            | —            | —            | NS   |      |
| Gent–Wevelgem           | Neexistovalo | Neexistovalo | Neexistovalo | Neexistovalo | Neexistovalo | Neexistovalo | —            | —            | —            | —            | 6            | 14           | 63           | —            | —    | —    |
| Trofeo Alfredo Binda    | —            | —            | 41           | 19           | 40           | 3            | 13           | 7            | 43           | 7            | 8            | 6            | —            | —            | NS   | —    |
| Amstel Gold Race        | Neexistovalo | Neexistovalo | Neexistovalo | Neexistovalo | Neexistovalo | Neexistovalo | Neexistovalo | Neexistovalo | Neexistovalo | Neexistovalo | Neexistovalo | 3            | 15           | 2            | NS   |      |
| Valonský šíp            | —            | —            | —            | —            | 12           | 6            | 13           | —            | 38           | 2            | 14           | 4            | 4            | 2            | —    |      |
| GP de Plouay            | —            | —            | —            | —            | 22           | 1            | —            | 9            | —            | —            | —            | —            | —            | —            | 51   |      |
| Open de Suède Vårgårda  | —            | —            | 28           | 14           | —            | —            | 1            | —            | 61           | 7            | —            | —            | —            | —            | NS   |      |

| —   | Nezúčastnila se |
| DNF | Nedokončila     |
| NS  | Nekonalo se     |